# Provincia de Chiclayo

Mapa político de la provincia de Chiclayo

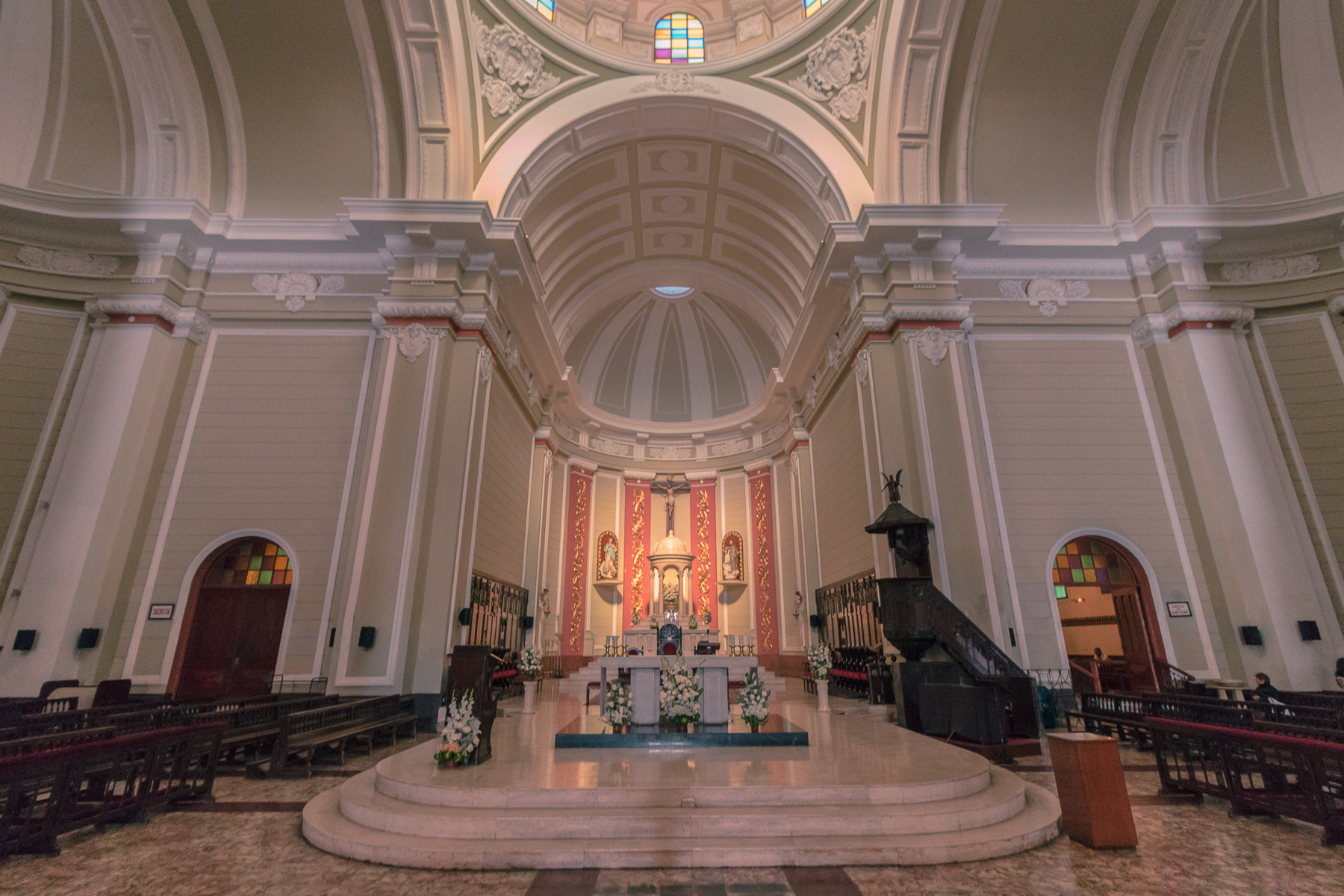
Interior de la Catedral de Chiclayo

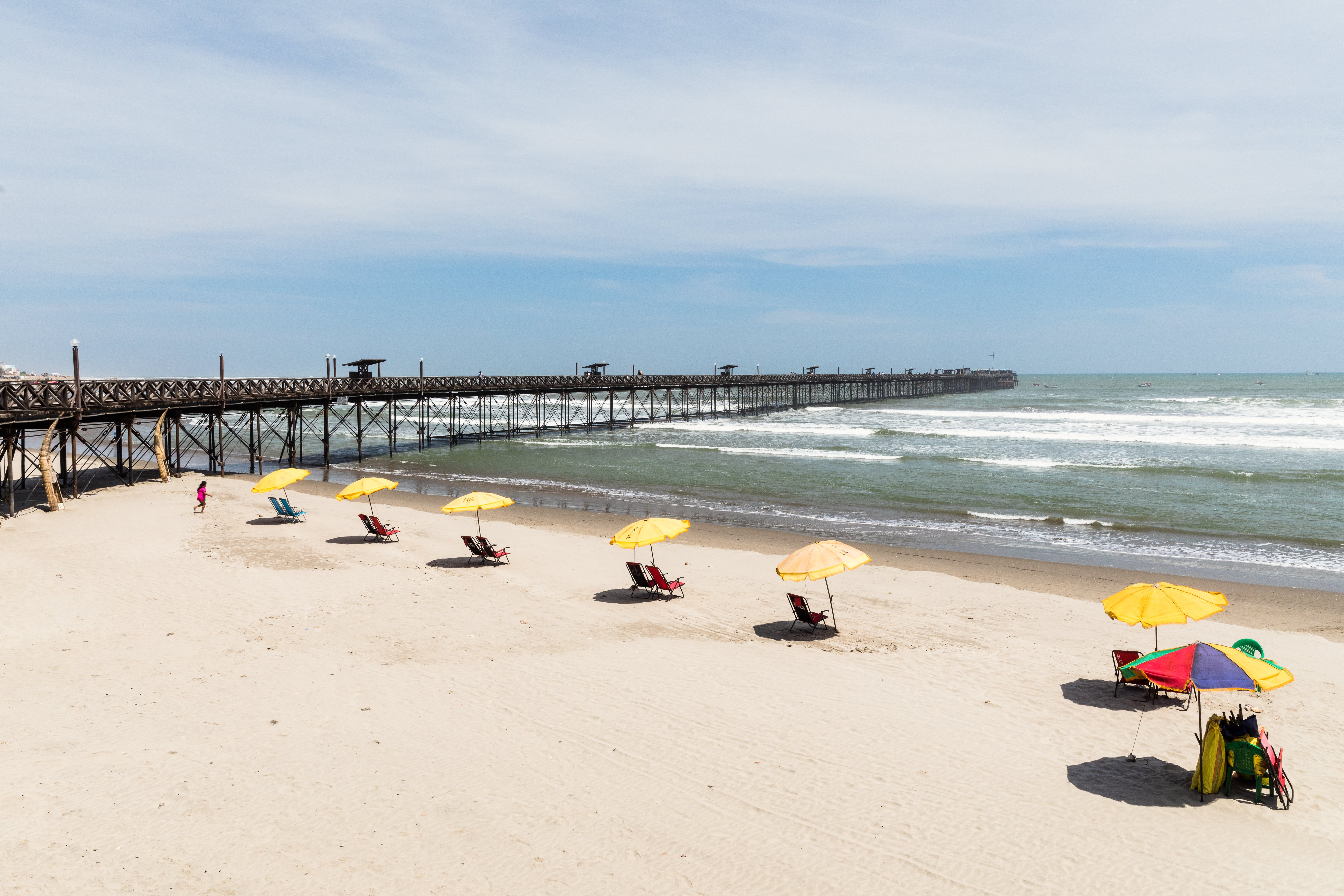
Playas de Pimentel

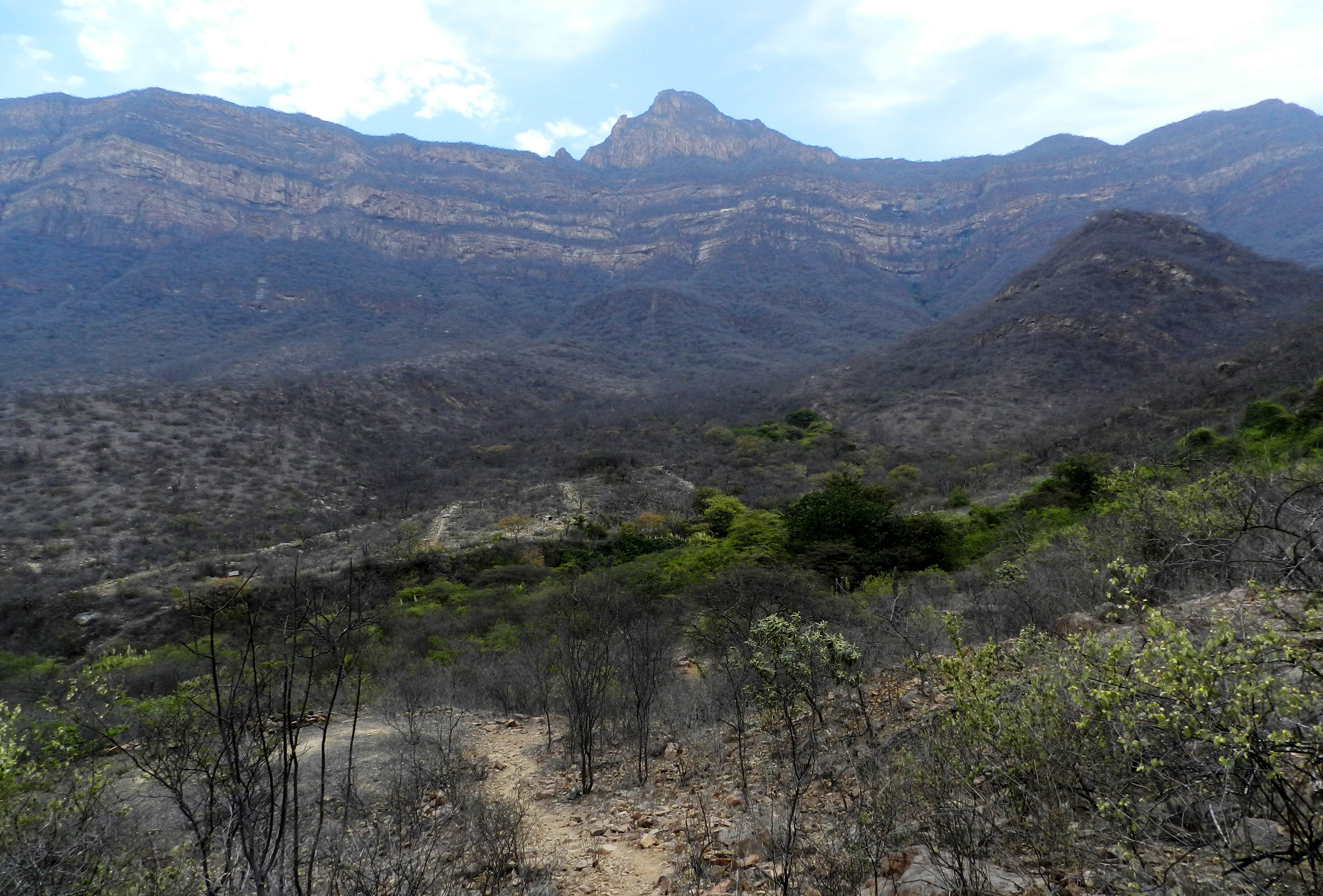
Reserva de Chaparri

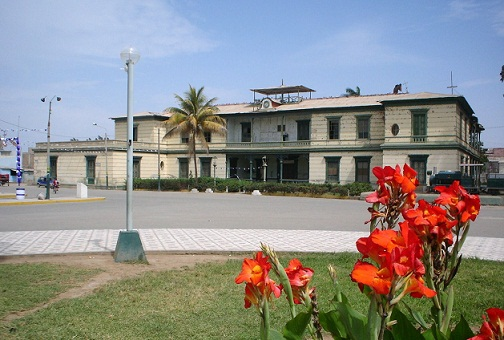
Antigua Hacienda en Cayaltí

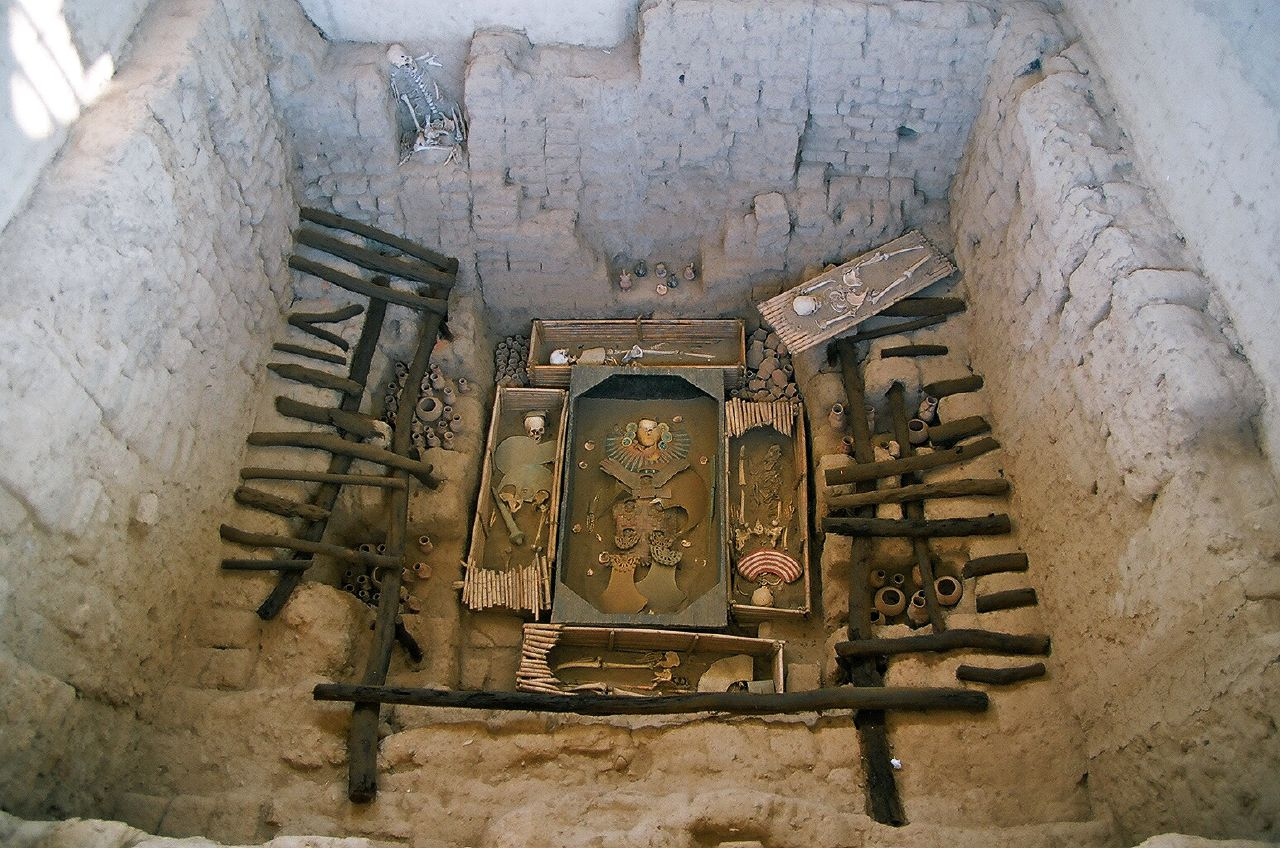
Tumba del Señor de Sipán en Huaca Rajada

La provincia de Chiclayo es una de las tres que conforman el departamento de Lambayeque en el norte del Perú. Limita por el norte con las provincias de Lambayeque y Ferreñafe, por el este con el departamento de Cajamarca, por el sur con el departamento de La Libertad y por el oeste con el océano Pacífico.
Desde el punto de vista jerárquico de la Iglesia católica, forma parte de la diócesis de Chiclayo.

## Historia
La provincia de Chiclayo fue creada el 18 de abril de 1835, durante la gestión del alcalde José Leonardo Ortiz, quien lideraba los intereses de los pobladores del lugar durante los inicios de la era republicana. Comprometiendo su apoyo al coronel Felipe Santiago Salaverry en sus levantamientos contra Agustín Gamarra. En homenaje al carácter luchador de los chiclayanos le concedió el título de Heroica Ciudad de Chiclayo, a un pequeño pueblo que avizoraba ser la gran ciudad del departamento.
Chiclayo, según los historiadores Lorenzo Huertas, Enrique Brüning, Antonio Raimondi, Walter Sáenz, Carlos Bachmann y Marco Cavero, fue un pueblo étnico cuyos pobladores originales fueron de Collique y el Cinto. Ellos afirman que Chiclayo fue fundada por el cacique Juan Chiclayo, Pero Luis Arroyo sostiene que la fundación de Chiclayo fue fundada por los padres franciscanos de la iglesia de Santa María de los Valles de Chiclayo.
Chiclayo tiene una gran riqueza ancestral, en sus alrededores se encuentran impactantes complejos arqueológicos pertenecientes principalmente a la cultura mochica originaria de estas tierras; se piensa que el territorio chiclayano fue un gran centro administrativo prehispánico debido a que se encuentra en un valle muy fértil. 
La ciudad de Chiclayo logró su independencia un 31 de diciembre de 1820. El acta de libertad fue suscrita en parte por Antonio Chimpén y Joaquín Navarro, regidores nativos, y por Felipe Torres, Valentín Castro, regidores españoles, y, por último, por el alcalde de la ciudad de Chiclayo, Santiago de Burga.
Tiempo después, el 15 de abril de 1835, Chiclayo fue elevada a la categoría de ciudad, y, posteriormente como se menciona anteriormente, el 18 de abril del mismo año se crearía la provincia de Chiclayo, capital del departamento de Lambayeque. Dentro del territorio de la provincia de Chiclayo, se han encontrado vestigios arqueológicos muy importantes como el Señor de Sipán en Huaca Rajada, el Señor de Sicán en Batan Grande, entre otros.

## Geografía
La provincia tiene una extensión de 3288,07 km².
El suelo de la provincia es mayoritariamente llano, con suave pendiente que se va elevando de oeste a este. Aquí se distinguen ligeras ondulaciones y elevaciones formadas por continuas acciones aluviales, de los vientos o el hombre. Los terrenos de cultivo han sido objeto de una intensa labor de nivelación para facilitar el riego.
La llanura se interrumpe tanto en las partes próximas a la costa como en las medias por los cerros aislados como Cruz del Perdón, Cerropón, Cruz de la Esperanza, Boro y en las más alejadas, ubicadas en los distritos de Chongoyape, Oyotún, hacia la parte final de los contrafuertes andinos.

## Regiones naturales y clima
La principal y más extensa región natural es la Chala o Costa, comprendida entre los 0 m y 500 m s. n. m., en tanto la Yunga Marítima, es pequeña y corresponde a los contrafuertes andinos ubicados en los distritos de Chongoyape, Oyotún y Nueva Arica.
Su clima es templado, seco, con algunos fuertes vientos que se denominan ciclones, de buen sol la mayor parte del año, no hay heladas ni granizadas, generalmente tampoco hay precipitaciones pluviales que alcancen siquiera lavar las polvorientas hojas de la vegetación, salvo aquellas que se presentan en los periodos denominados fenómenos del Niño, que son de regular intensidad y sorprenden a los desprevenidos pobladores ocasionando cuantiosos daños en las viviendas, caminos e infraestructura agrícola...
Gran parte de su territorio está regado por los ríos Saña y Chancay. También dispone de una rica napa freática o corrientes de agua subterránea, la cual es extraída para complementar el agua de los ríos.

## Población
Cuenta con una población estimada de 896 410 habs. según el XII Censo de Población, VII de Vivienda y III de Comunidades Indígenas 2017. Se estima que en el 2020 tenga 862 709 habitantes.

## División administrativa
La provincia de Chiclayo se divide en veinte distritos.
| Ubigeo | Distrito            | Capital             | Pob. (censo de 2017) | Pob. estimada (2023) |
| ------ | ------------------- | ------------------- | -------------------- | -------------------- |
| 140101 | Chiclayo            | Chiclayo            | 270 496              | 297 123              |
| 140102 | Chongoyape          | Chongoyape          | 18 364               | 20 129               |
| 140103 | Eten                | Eten                | 11 993               | 13 649               |
| 140104 | Eten Puerto         | Puerto Eten         | 2 342                | 2 495                |
| 140105 | José Leonardo Ortiz | José Leonardo Ortiz | 156 498              | 169 503              |
| 140106 | La Victoria         | La Victoria         | 90 912               | 101 361              |
| 140107 | Lagunas             | Mocupe              | 9 986                | 11 133               |
| 140108 | Monsefú             | Monsefú             | 32 225               | 36 820               |
| 140109 | Nueva Arica         | Nueva Arica         | 2 458                | 2 594                |
| 140110 | Oyotún              | Oyotún              | 8 201                | 8 333                |
| 140111 | Picsi               | Picsi               | 12 704               | 14 961               |
| 140112 | Pimentel            | Pimentel            | 44 602               | 52 971               |
| 140113 | Reque               | Reque               | 15 744               | 18 391               |
| 140114 | Santa Rosa          | Santa Rosa          | 12 350               | 14 468               |
| 140115 | Saña                | Zaña                | 11 617               | 12 665               |
| 140116 | Cayaltí             | Cayaltí             | 14 809               | 15 356               |
| 140117 | Pátapo              | Pátapo              | 22 624               | 25 772               |
| 140118 | Pomalca             | Pomalca             | 25 267               | 27 904               |
| 140119 | Pucalá              | Pucalá              | 8 701                | 9 136                |
| 140120 | Tumán               | Tumán               | 27 782               | 30 359               |
| Total  | Total               | Total               | 799 675              | 885 123              |

## Capital
La capital de esta provincia es la ciudad de Chiclayo.

## Gobierno municipal
La Municipalidad Provincial es el órgano de gobierno local de la provincia, cuenta con personería jurídica de derecho público, ejerce actos de gobierno en mérito a su autonomía política, económica y administrativa; tiene jurisdicción sobre los veinte distritos de la provincia; su sede en el Chiclayo.
La municipalidad está constituida de la siguiente manera:
- Órganos de gobierno: Concejo Municipal y Alcaldía
- Órgano consultivos, participación y coordinación
- Órgano de dirección (Gerencia Municipal)
- Órgano de Control Institucional
- Órgano de defensa judicial
- Órganos de asesoramiento
- Órganos de apoyo
- Órganos de línea
- Órganos desconcentrados
- Órganos descentralizados

### Empresas municipales
Epsel es empresa municipal, cuyos gerentes son designados por Consejo Directivo de OTASS:
| Cargo                         | Nombres y apellidos         | Período                 | Resolución (o acuerdo) de designación (o encargo) |
| ----------------------------- | --------------------------- | ----------------------- | ------------------------------------------------- |
| Gerente general               | Arturo Colchado Bolivar     | 30/11/2018 - 05/04/2021 | 011-2018-OTASS/CD                                 |
| Gerente general               | Gisela Zelada Cortés        | 06/04/2021 - 30/11/2021 | 000004-2021-OTASS-CD                              |
| Gerente general (encargatura) | Giovanni Milla Risco        | 01/12/2021- 25/01/2022  | Sesión extraordinario 021-2021                    |
| Gerente general               | Jorge Aspíllaga Valderrama  | 26/01/2022 - 31/03/2022 | 001-2022-OTASS-CD                                 |
| Gerente general               | Víctor Mondragón Villalobos | 01/04/2022 - 16/03/2023 | 005-2022-OTASS/CD                                 |
| Gerente general               | Jorge Aspíllaga Valderrama  | 17/03/2023 - 10/08/2023 | 000035-2023-OTASS-DE                              |
| Gerente general               | Manuel Irigoyen Tenorio     | 11/08/2023 - 12/01/2025 | 008-2023-OTASS/CD                                 |
| Gerente general               | Oscar Reyes Morán           | 13/01/2025 - 06/03/2025 | 001-2025-CONSEJO DIRECTIVO                        |
| Gerente general               | José Alejandría Bravo       | 07/03/2025 -            | 004-2025-CONSEJO DIRECTIVO                        |

## Autoridades

### Regionales
- Consejeros regionales
  - 2019-2022[8]

  1. Antonio Gregory Sánchez Chacón (Alianza para el Progreso)
  2. Esar Aguilar Valdera (Podemos por el Progreso del Perú)
  3. Manuel Ceferino Huacchillo Gonzales (Podemos por el Progreso del Perú)
  4. Nicolás Enrique Vallejos Celis (Podemos por el Progreso del Perú)

### Municipales
- 2019-2022[8]
  - Alcalde: Marcos Antonio Gasco Arrobas, de Podemos por el Progreso del Perú.
  - Regidores:

  1. Junior Leyson Vásquez Torres (Podemos por el Progreso del Perú)
  2. Felipa Roxana Orosco Nunton (Podemos por el Progreso del Perú)
  3. Ricardo Guillermo Lara Doig (Podemos por el Progreso del Perú)
  4. Marino Olivera Cruzado (Podemos por el Progreso del Perú)
  5. Pedro Ernesto Ubillús Falla (Podemos por el Progreso del Perú)
  6. Lucy Karina Villegas Campos (Podemos por el Progreso del Perú)
  7. Carlos Montenegro Gonzáles (Podemos por el Progreso del Perú)
  8. Javier Fernando Montenegro Cabrera (Podemos por el Progreso del Perú)
  9. María Nela Berna Cleghorn (Podemos por el Progreso del Perú)
  10. Randy Vegas Díaz (Alianza para el Progreso)
  11. Percy Milton Espinoza Gonzáles (Alianza para el Progreso)
  12. Jony Guillermo Piana Ramírez (Juntos por el Perú)
  13. José Luis Nakamine Kobashigawa (Primero Lambayeque)
  14. Andrés Orlando Puell Varas (Partido Democrático Somos Perú)
  15. Andrés Calderón Purihuamán (Fuerza Popular)

### Policiales
- Jefe de la División Policial: Coronel PNP Jorge Boucht Jócobi[9]
- Comisaria César Llatas Castro
  - Comisarioː Cmdt. PNP Óscar Fernández Fernández[10]

## Festividades
- Sagrado Corazón de Jesús
- Cruz de Chalpón
- Señor de la Justicia